# 山南道
山南道是唐朝的一个道。治所在襄州襄阳。贞观十道之一，位置在秦岭以南，长江以北，剑门关以东。相当于今天的河南省、陕西省南部，四川省东北部，湖北省西部和重庆。开元之後，分为山南东道和山南西道。
- 襄州襄阳郡，治所在襄阳县，领7县
- 荆州江陵郡，治所在江陵县，领8县
- 峡州夷陵郡，治所在夷陵县，领4县
- 归州巴东郡，治所在秭归县，领3县
- 夔州云安郡，治所在奉节县，领4县
- 澧州澧阳郡，治所在澧阳县，领4县
- 朗州武陵郡，治所在武陵县，领2县
- 忠州南宾郡，治所在临江县，领5县
- 涪州涪陵郡，治所在涪陵县，领5县
- 万州南浦郡，治所在南浦县，领3县
- 泌州（唐州）淮安郡，治所在泌阳县，领7县
- 隋州汉东郡，治所在隋县，领4县
- 邓州南阳郡，治所在穰县，领6县
- 均州武当郡，治所在武当县，领3县
- 房州房陵郡，治所在房陵县，领4县
- 复州竟陵郡，治所在沔阳县，领3县
- 郢州富水郡，治所在京山县，领3县
- 金州汉阴郡，治所在西城县，领6县
- 梁州汉中郡，治所在南郑县，领5县
- 洋州洋川郡，治所在西乡县，领4县
- 利州益昌郡，治所在绵谷县，领6县
- 凤州河池郡，治所在梁泉县，领3县
- 兴州顺政郡，治所在顺政县，领2县
- 成州同谷郡，治所在上禄县，领3县
- 文州阴平郡，治所在曲水县，领1县
- 扶州同昌郡，治所在同昌县，领4县
- 集州符阳郡，治所在难江县，领3县
- 壁州始宁郡，治所在诺水县，领5县
- 巴州清化郡，治所在化城县，领9县
- 蓬州蓬山郡，治所在大寅县，领7县
- 通州通川郡，治所在通川县，领9县
- 开州盛山郡，治所在盛山县，领3县
- 阆州阆中郡，治所在阆中县，领9县
- 果州南充郡，治所在南充县，领5县
- 渠州潾山郡（宕渠郡），治所在流江县，领3县